# Volta a Catalunya femenina de 2024
La Volta a Catalunya femenina de 2024 fou la primera edició de la Volta Ciclista a Catalunya femenina.
Es disputà entre el 7 i el 9 de juny i prengué el relleu de la Revolta, la competició d'un dia que organitzava Volta Ciclista a Catalunya Associació Esportiva des de 2018.
La neerlandesa Marianne Vos (Team Visma | Lease a Bike) en fou la vencedora. La seva compatriota i companya d'equip, Riejanne Markus, fou la segona classificada i la noruega Katrine Aalerud (Uno-X Mobility) la tercera. La belga Justine Ghekiere (AG Insurance - Soudal Team) fou la vencedora de la classificació de la muntanya; la seva companya d'equip noezelandesa Ally Wollaston (vencedora de dues etapes) de la regularitat; Solbjørk Minke Anderson (Uno-X Mobility) fou la millor jove i Mireia Benito (AG Insurance - Soudal Team) la millor catalana.

## Presentació de la prova
La prova es dividí en tres etapes. La primera, de 100,7 quilòmetres, amb sortida i arribada a Manresa. La segona etapa, de 95,7 quilòmetres, amb sortida a la Seu d'Urgell i amb final a La Molina, després de superar la collada de Toses. I la tercera de 119,1 quilòmetres entre Molins de Rei i Barcelona.

## Equips
Amb el canvi de format, la prova pujà a la categoria UCI 2.1, fet que permeté la participació de fins a set equips UCI Women’s Team, a més d'equips UCI Women’s Continental Teams (la segona categoria), i també d'equips nacionals. Malgrat que la seva coincidència amb el The Women's Tour, prova de l'UCI Women's World Tour, dificultava que les millors ciclistes hi participessin, es va cobrir la participació del màxim d'equips UCI permesos i estrelles com Marianne Voss (Visma - Lease a bike) o Cecilie Uttrup Ludwig (FDJ) van participar en la prova.
| UCI Women's WorldTeams (7)- AG Insurance-Soudal Team - Team Visma \| Lease a Bike - FDJ-Suez - Movistar Team - Roland - Uno-X Mobility - Ceratizit-WNT Pro Cycling UCI Women's continental teams (9)- Cofidis - Laboral Kutxa-Fundacion Euskadi - Eneicat-CMTeam - Canyon//SRAM Generation - Cynisca Cycling - Arkea-B&B Hotels women - Ara-Skip Capital - Primeau Vélo-Groupe Abadie - Aromitalia-3T-Vaiano Equips femenins amateurs (3)- Massi Baix Ter - Farto-BTC - Pato Bike BMC Team Equip regional- Catalonia |
| |

## Etapes
| Etapa    | Data      | Ciutats d'etapa              | type              | Distància (km) | Vencedora de l'etapa | Líder de la general |
| -------- | --------- | ---------------------------- | ----------------- | -------------- | -------------------- | ------------------- |
| 1a etapa | 7 de juny | Manresa – Manresa            | etapa accidentada | 100,6          | Ally Wollaston       | Ally Wollaston      |
| 2a etapa | 8 de juny | Seu d'Urgell, La – La Molina | etapa de muntanya | 95,7           | Marianne Vos         | Marianne Vos        |
| 3a etapa | 9 de juny | Molins de Rei – Barcelona    | etapa accidentada | 86,6           | Ally Wollaston       | Marianne Vos        |

La neozelandesa Ally Wollaston (AG Insurance) va guanyar la primera etapa de la cursa al superar en l'esprint de Manresa la neerlandesa Marianne Vos (Visma). D'aquesta manera, esdevenia la primera líder de la classificació general. La cubana Arlenis Sierra (Movistar) fou la tercera de l'etapa.
Marianne Vos es va imposar a la segona etapa arribant en solitari a La Molina i situant-se com a nova líder de la general. La neerlandesa va guanyar amb un marge de 51 segons sobre la seva companya d'equip i compatriota Riejanne Markus i de 56 sobre la noruega Katrine Aalerud (Uno-X).
La tercera i última etapa es va resoldre a l'esprint amb un resultat molt semblant a la primera: Ally Wollaston es va imposar a Marianne Vos, qui guanyà la general, i a l'italiana Vittoria Guazzini (FDJ).

## Classificacions finals

### Classificació general
| \| Classificació general \| Classificació general \| Classificació general \| Classificació general \| Classificació general \| \| Ciclista \| Ciclista \| Equip \| Temps \| \| \| --------------------- \| --------------------- \| -------------------------- \| --------------------- \| --------------------- \| \| 1r \| Marianne Vos \| Team Visma \\| Lease a Bike \| 7h 42' 54" \| \| \| 2n \| Riejanne Markus \| Team Visma \\| Lease a Bike \| + 1' 06" \| \| \| 3r \| Katrine Aalerud \| Uno-X Mobility \| + 1' 14" \| \| \| 4t \| Kimberley Le Court \| AG Insurance-Soudal Team \| + 1' 34" \| \| \| 5è \| Solbjørk Anderson \| Uno-X Mobility \| + 1' 34" \| \| \| 6è \| Cédrine Kerbaol \| Ceratizit-WNT Pro Cycling \| + 1' 42" \| \| \| 7è \| Fem van Empel \| Team Visma \\| Lease a Bike \| + 1' 42" \| \| \| 8è \| Rosita Reijnhout \| Team Visma \\| Lease a Bike \| + 1' 42" \| \| \| 9è \| Maud Oudeman \| Team Visma \\| Lease a Bike \| + 1' 42" \| \| \| 10è \| Alice Maria Arzuffi \| Ceratizit-WNT Pro Cycling \| + 1' 42" \| \| |                     |                            |            |
| |                     |                            |            |
| Font: ProCyclingStats |                     |                            |            |
| Classificació general |                     |                            |            |
| Ciclista | Ciclista            | Equip                      | Temps      |
| 1r | Marianne Vos        | Team Visma \| Lease a Bike | 7h 42' 54" |
| 2n | Riejanne Markus     | Team Visma \| Lease a Bike | + 1' 06"   |
| 3r | Katrine Aalerud     | Uno-X Mobility             | + 1' 14"   |
| 4t | Kimberley Le Court  | AG Insurance-Soudal Team   | + 1' 34"   |
| 5è | Solbjørk Anderson   | Uno-X Mobility             | + 1' 34"   |
| 6è | Cédrine Kerbaol     | Ceratizit-WNT Pro Cycling  | + 1' 42"   |
| 7è | Fem van Empel       | Team Visma \| Lease a Bike | + 1' 42"   |
| 8è | Rosita Reijnhout    | Team Visma \| Lease a Bike | + 1' 42"   |
| 9è | Maud Oudeman        | Team Visma \| Lease a Bike | + 1' 42"   |
| 10è | Alice Maria Arzuffi | Ceratizit-WNT Pro Cycling  | + 1' 42"   |

### Classificacions secundàries
| Classificació de la muntanya | Classificació de la muntanya | Classificació de la muntanya          | Classificació de la muntanya | Classificació de la muntanya |
| Ciclista                     | Ciclista                     | Equip                                 | Punts                        |                              |
| ---------------------------- | ---------------------------- | ------------------------------------- | ---------------------------- | ---------------------------- |
| 1r                           | Justine Ghekiere             | AG Insurance-Soudal Team              | 21 pts                       |                              |
| 2n                           | Mireia Benito Pellicer       | AG Insurance - Soudal Quick-Step Team | 12 pts                       |                              |
| 3r                           | Riejanne Markus              | Team Visma \| Lease a Bike            | 11 pts                       |                              |
| 4t                           | Marianne Vos                 | Team Visma \| Lease a Bike            | 10 pts                       |                              |
| 5è                           | Julie Van de Velde           | AG Insurance-Soudal Team              | 7 pts                        |                              |

| Classificació de la muntanya | Classificació de la muntanya | Classificació de la muntanya          | Classificació de la muntanya | Classificació de la muntanya |
| Ciclista                     | Ciclista                     | Equip                                 | Punts                        |                              |
| ---------------------------- | ---------------------------- | ------------------------------------- | ---------------------------- | ---------------------------- |
| 1r                           | Justine Ghekiere             | AG Insurance-Soudal Team              | 21 pts                       |                              |
| 2n                           | Mireia Benito Pellicer       | AG Insurance - Soudal Quick-Step Team | 12 pts                       |                              |
| 3r                           | Riejanne Markus              | Team Visma \| Lease a Bike            | 11 pts                       |                              |
| 4t                           | Marianne Vos                 | Team Visma \| Lease a Bike            | 10 pts                       |                              |
| 5è                           | Julie Van de Velde           | AG Insurance-Soudal Team              | 7 pts                        |                              |

| Classificació per punts | Classificació per punts | Classificació per punts    | Classificació per punts | Classificació per punts |
| Ciclista                | Ciclista                | Equip                      | Punts                   |                         |
| ----------------------- | ----------------------- | -------------------------- | ----------------------- | ----------------------- |
| 1r                      | Ally Wollaston          | AG Insurance-Soudal Team   | 23 pts                  |                         |
| 2n                      | Marianne Vos            | Team Visma \| Lease a Bike | 22 pts                  |                         |
| 3r                      | Kimberley Le Court      | AG Insurance-Soudal Team   | 7 pts                   |                         |
| 4t                      | Riejanne Markus         | Team Visma \| Lease a Bike | 7 pts                   |                         |
| 5è                      | Katrine Aalerud         | Uno-X Mobility             | 4 pts                   |                         |

| Classificació per punts | Classificació per punts | Classificació per punts    | Classificació per punts | Classificació per punts |
| Ciclista                | Ciclista                | Equip                      | Punts                   |                         |
| ----------------------- | ----------------------- | -------------------------- | ----------------------- | ----------------------- |
| 1r                      | Ally Wollaston          | AG Insurance-Soudal Team   | 23 pts                  |                         |
| 2n                      | Marianne Vos            | Team Visma \| Lease a Bike | 22 pts                  |                         |
| 3r                      | Kimberley Le Court      | AG Insurance-Soudal Team   | 7 pts                   |                         |
| 4t                      | Riejanne Markus         | Team Visma \| Lease a Bike | 7 pts                   |                         |
| 5è                      | Katrine Aalerud         | Uno-X Mobility             | 4 pts                   |                         |

| Classificació de la millor jove | Classificació de la millor jove | Classificació de la millor jove | Classificació de la millor jove | Classificació de la millor jove |
| Ciclista                        | Ciclista                        | Equip                           | Temps                           |                                 |
| ------------------------------- | ------------------------------- | ------------------------------- | ------------------------------- | ------------------------------- |
| 1r                              | Solbjørk Anderson               | Uno-X Mobility                  | 7h 44' 28"                      |                                 |
| 2n                              | Cédrine Kerbaol                 | Ceratizit-WNT Pro Cycling       | + 8"                            |                                 |
| 3r                              | Fem van Empel                   | Team Visma \| Lease a Bike      | + 8"                            |                                 |
| 4t                              | Rosita Reijnhout                | Team Visma \| Lease a Bike      | + 8"                            |                                 |
| 5è                              | Maud Oudeman                    | Team Visma \| Lease a Bike      | + 8"                            |                                 |

| Classificació de la millor jove | Classificació de la millor jove | Classificació de la millor jove | Classificació de la millor jove | Classificació de la millor jove |
| Ciclista                        | Ciclista                        | Equip                           | Temps                           |                                 |
| ------------------------------- | ------------------------------- | ------------------------------- | ------------------------------- | ------------------------------- |
| 1r                              | Solbjørk Anderson               | Uno-X Mobility                  | 7h 44' 28"                      |                                 |
| 2n                              | Cédrine Kerbaol                 | Ceratizit-WNT Pro Cycling       | + 8"                            |                                 |
| 3r                              | Fem van Empel                   | Team Visma \| Lease a Bike      | + 8"                            |                                 |
| 4t                              | Rosita Reijnhout                | Team Visma \| Lease a Bike      | + 8"                            |                                 |
| 5è                              | Maud Oudeman                    | Team Visma \| Lease a Bike      | + 8"                            |                                 |

| Classificació per equips | Classificació per equips   | Classificació per equips | Classificació per equips |
| Equip                    | Equip                      | Temps                    |                          |
| ------------------------ | -------------------------- | ------------------------ | ------------------------ |
| 1r                       | Team Visma \| Lease a Bike | 23h 11' 59"              |                          |
| 2n                       | AG Insurance-Soudal Team   | + 2' 10"                 |                          |
| 3r                       | Uno-X Mobility             | + 2' 23"                 |                          |
| 4t                       | Ceratizit-WNT Pro Cycling  | + 6' 48"                 |                          |
| 5è                       | Cofidis                    | + 8' 53"                 |                          |

| Classificació per equips | Classificació per equips   | Classificació per equips | Classificació per equips |
| Equip                    | Equip                      | Temps                    |                          |
| ------------------------ | -------------------------- | ------------------------ | ------------------------ |
| 1r                       | Team Visma \| Lease a Bike | 23h 11' 59"              |                          |
| 2n                       | AG Insurance-Soudal Team   | + 2' 10"                 |                          |
| 3r                       | Uno-X Mobility             | + 2' 23"                 |                          |
| 4t                       | Ceratizit-WNT Pro Cycling  | + 6' 48"                 |                          |
| 5è                       | Cofidis                    | + 8' 53"                 |                          |

## Evolució de les classificacions
| Etapa    |                   | Vencedora _    | Classificació general | Punts _        | Muntanya         | Joves             | Equip _                    |
| -------- | ----------------- | -------------- | --------------------- | -------------- | ---------------- | ----------------- | -------------------------- |
| 1a etapa | etapa accidentada | Ally Wollaston | Ally Wollaston        | Ally Wollaston | Justine Ghekiere | Ally Wollaston    | Team Visma \| Lease a Bike |
| 2a etapa | etapa de muntanya | Marianne Vos   | Marianne Vos          | Marianne Vos   | Justine Ghekiere | Solbjørk Anderson | Team Visma \| Lease a Bike |
| 3a etapa | etapa accidentada | Ally Wollaston | Marianne Vos          | Ally Wollaston | Justine Ghekiere | Solbjørk Anderson | Team Visma \| Lease a Bike |
| Final    | Final             |                | Marianne Vos          | no atribuïda   | Justine Ghekiere | Solbjørk Anderson | Team Visma \| Lease a Bike |